# Торбытна (приток Веребушки)
Торбытна (Торбытенка) — река в России, протекает по Окуловскому и Маловишерскому районам Новгородской области. Устье реки находится в 25 км по левому берегу реки Веребушка. Длина реки составляет 22 км, площадь водосборного бассейна — 73,1 км².
В Окуловском районе на правом берегу реки стоит деревня Отрада Боровёнковского сельского поселения.
В Маловишерском районе на реке стоят деревни Воронково и Шабаново Веребьинского сельского поселения.

## Данные водного реестра
По данным государственного водного реестра России относится к Балтийскому бассейновому округу, водохозяйственный участок реки — Мста без р. Шлина от истока до Вышневолоцкого г/у, речной подбассейн реки — Волхов. Относится к речному бассейну реки Нева (включая бассейны рек Онежского и Ладожского озера).
Код объекта в государственном водном реестре — 01040200212102000021411.

## Топографические карты
- Лист карты O-36-54 Торбино. Масштаб: 1 : 100 000. Состояние местности на 1983 год. Издание 1988 г.